# Lucas Alisson
Lucas Alisson (* 17. Juni 1997) ist ein brasilianischer Leichtathlet, der sich auf den Stabhochsprung spezialisiert hat.

## Sportliche Laufbahn
Erste Erfahrungen bei internationalen Meisterschaften sammelte Lucas Alisson im Jahr 2023, als er bei den Südamerikameisterschaften in São Paulo mit übersprungenen 5,35 m den fünften Platz belegte. Im Jahr darauf gewann er bei den Ibero-Amerikanischen Meisterschaften in Cuiabá mit 5,25 m die Bronzemedaille hinter den Spaniern Aleix Pi und Isidro Leyva und 2025 gewann er bei den Südamerikameisterschaften in Mar del Plata mit 5,35 m die Bronzemedaille hinter dem Venezolaner Ricardo David Montes und Guillermo Correa aus Chile. 
2024 wurde Alisson brasilianischer Meister im Stabhochsprung.